# 三國太傅、太保列表
洪飴孫《三國職官表》：「魏太傅上公一人，第一品，掌以善導，無常職（漢志）。黃初七年始置，位在三司上。不常設，前後居是官者三人。……蜀先主為漢中王時曾置是官，卽位以後不置。居是官者一人。……吳建興元年初置，居是官者一人。」又言：「魏太保上公一人，第一品，掌訓護人主，道以德義。景元四年始置，位在三司上。不常設。居是官者一人。」今據《三國志》諸《帝紀》、《主傳》；萬斯同《歷代史表》中《魏國將相大臣年表》、《魏將相大臣年表》、《吳將相大臣年表》作此表，在位年數不足一年者，按一年計算。

## 太傅

### 魏
《三國志·魏書·明帝紀》載：「（黃初七年）十二月，以太尉鍾繇為太傅，征東大將軍曹休為大司馬，中軍大將軍曹真為大將軍，司徒華歆為太尉，司空王朗為司徒，鎮軍大將軍陳群為司空，撫軍大將軍司馬宣王為驃騎大將軍。」
| 序次                       | 爵位       | 姓名   | 在位年數 | 在位時間     | 皇帝                |
| 曹魏帝太傅（220年－265年） |            |        |          |              |                     |
| 1                          | 定陵成侯   | 鍾繇   | 4年      | 226年－230年 | 魏明帝              |
| 2                          | 舞阳宣文侯 | 司馬懿 | 13年     | 238年－251年 | 齊王曹芳            |
| 3                          | 長樂公     | 司馬孚 | 11年     | 256年－265年 | 高貴鄉公曹髦 魏元帝 |

### 蜀(漢中)
《三國志·蜀書·先主傳》載：「（建安二十四年）先主為漢中王，靖為太傅。」
| 序次                           | 爵位 | 姓名 | 在位年數 | 在位時間     | 漢中王 |
| 東漢漢中王太傅（218年－221年） |      |      |          |              |        |
| 1                              | 無   | 許靖 | 2年      | 219年－221年 | 劉備   |

### 吳
《三國志·吳書·吳主傳》載：「建興元年閏（四）月，以恪為帝太傅，胤為衛將軍領尚書事，上大將軍呂岱為大司馬，諸文武在位皆近爵班賞，冗官加等。」
| 序次                       | 爵位   | 姓名   | 在位年數 | 在位時間     | 皇帝   |
| 東吳帝太傅（222年－280年） |        |        |          |              |        |
| 1                          | 陽都侯 | 諸葛恪 | 1年      | 252年－253年 | 吳廢帝 |

## 太保

### 魏
《三國志·魏書·三少帝紀》載：「（景元四年）十二月庚戌，以司徒鄭沖為太保。」
| 序次                     | 爵位   | 姓名 | 在位年數 | 在位時間     | 皇帝   |
| 曹魏太保（220年－265年） |        |      |          |              |        |
| 1                        | 壽光侯 | 鄭沖 | 1年      | 264年－265年 | 魏元帝 |

### 蜀、吳
蜀漢、吴国皆不置太保。